# Mie (pose)
Pour les articles homonymes, voir Mie.

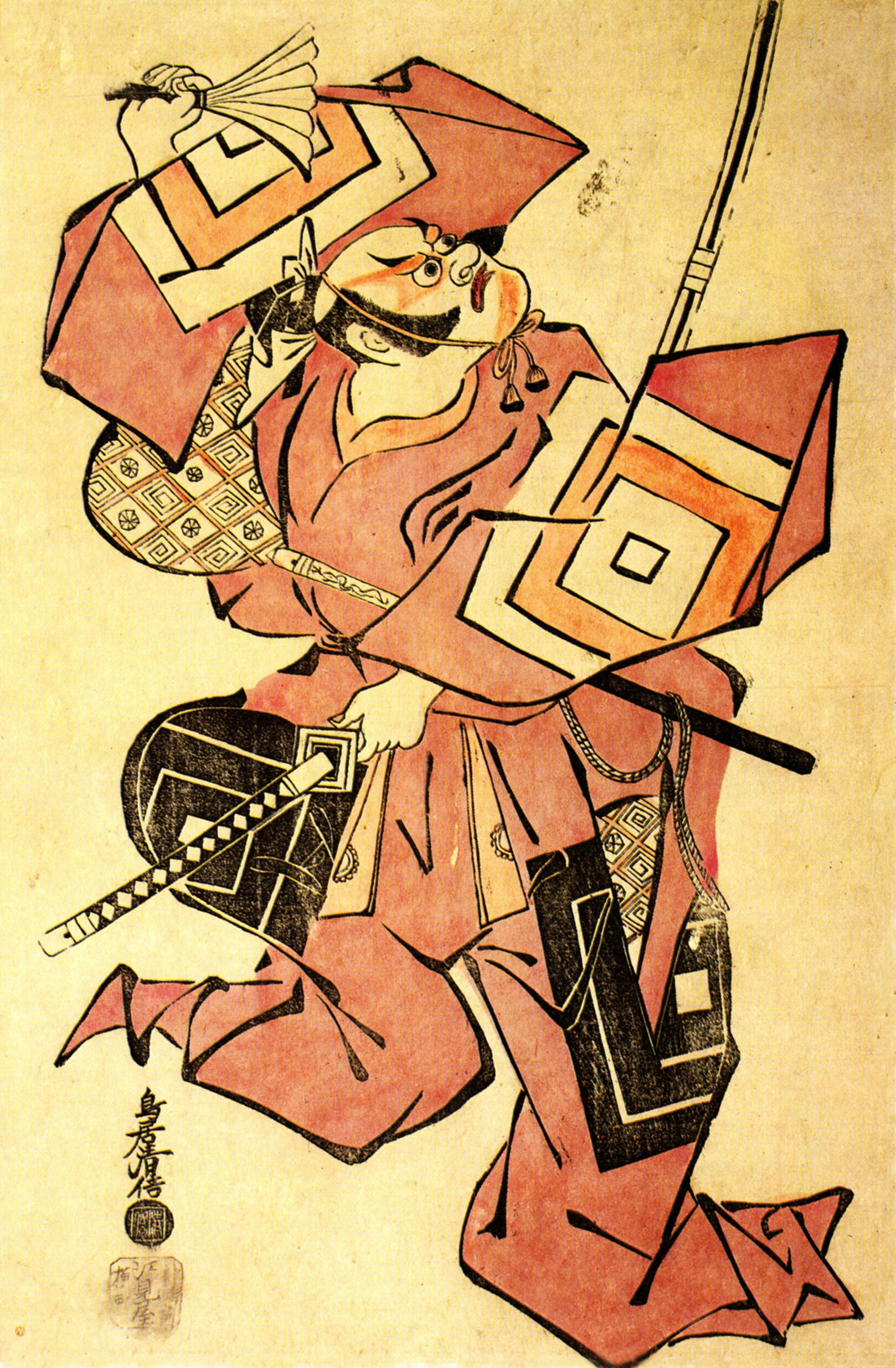
Ichikawa Danjūrō II, « posant » un mie dans la pièce Shibaraku. impression sur bois de Torii Kiyomasu.

Un mie (見え ou 見得, mie), est une pose puissante et émotionnelle prise  par un acteur de théâtre japonais qui se fige un instant. C'est un élément distinctif d'une représentation aragoto du théâtre kabuki. Mie signifie « apparence » ou « visible » en japonais, et l'un des principaux objectifs de cette convention est d'attirer l'attention sur une partie particulièrement importante ou puissante de la représentation. Il est destiné à montrer les émotions d'un personnage à leur apogée, et peut souvent être une pose d'une très grande intensité. Les yeux de l'acteur sont ouverts aussi grands que possible, et si le personnage est censé paraître agité ou en colère, l'acteur croise ses yeux de façon à loucher. En japonais, la pose mie  est dite « coupée » par l'acteur (見得を切る, mie wo kiru). Les spectateurs crient des mots de louange (kakegoe) et le nom de l'acteur à des moments précis avant et après la pose.
La pratique du mie serait apparue avec Ichikawa Danjūrō I au cours de l'ère Genroku, avec le style aragoto lui-même. Il existe un grand nombre de mie, dont chacun porte un nom qui le décrit, et dont plusieurs sont associés à des lignées particulières d'acteurs.
Dans le mie Genroku, l'un des plus célèbres et reconnus, la main droite de l'acteur est maintenue à plat, perpendiculaire au sol, tandis que sa main gauche est pointée vers le haut. Dans le même temps, l'acteur frappe puissamment le sol avec son pied gauche. Ce mie est le plus fortement associé au personnage Kamakura Gongorō Kagemasa, héros de la pièce Shibaraku, et passe pour avoir été inventé par Ichikawa Danjūrō I.
Deux mie « coupés » par le prêtre Narukami, dans la pièce Narukami Fudō Kitayama Zakura, sont la « pose post enroulement » (柱巻きの見得, Hashimaki no mie), dans lequel l'acteur enroule ses bras et ses jambes autour d'un poteau, d'une colonne ou d'une arme longue telle un naginata, et le Fudō no mie (不動の見得), censé ressembler au personnage bouddhiste Fudō Myoō, est une très forte pose, destinée à évoquer la colère et la puissance.
Dans le Kanjinchō, le moine Benkei « coupe » le Fudō no mie tandis qu'il tient un rouleau (la « liste de souscription » titulaire de la pièce ou kanjinchō) dans une main et un chapelet bouddhiste dans l'autre. La pose appelée « lancer de cailloux » (石投げの見得, Ishinage no mie) est aussi prise par Benkei dans cette pièce, qui est censée refléter son homonyme.
Le terme tenchi no mie (天地の見得), ou « pose du ciel et de la terre » est utilisé lorsque deux acteurs, l'un bas sur la scène et l'autre au-dessus, sur un toit ou un élément de décor installé en hauteur, prennent la pose simultanément.